# Josefa Kröger
Josefa Kröger (verwitwete Josefa Köster; * 16. Juni 1918 in Lippstadt als Josefa Lehmenkühler; † 17. April 2011 in Bad Westernkotten) war eine deutsche Kanutin.

## Karriere
Josefa Kröger trat 1935 dem WSC Lippstadt bei. Unter ihrem Mädchennamen Lehmenkühler gewann sie bei den Weltmeisterschaften 1938 im schwedischen Vaxholm zusammen mit Elsbeth Kropp Silber im K-2 über 600 Meter. 1941 wurde das Duo Deutscher Meister. Im K-1 wurde Kröger von 1938 bis 1941 Deutsche Meisterin und konnte diesen Titel 1947 und 1951 in Westdeutschland erneut gewinnen. Bei den Olympischen Sommerspielen 1952 in Helsinki belegte sie den achten Platz in der Regatta mit dem K-1 über 500 m.